# Kipp
Kipp – jednostka osadnicza w Stanach Zjednoczonych, w stanie Kansas, w hrabstwie Saline.